# 近卫军村 (辛菲罗波尔区)
近卫军村（羅馬化：Hvardiiske，羅馬化：Gvardeyskoye），是法理上乌克兰南部克里米亚自治共和国辛菲罗波尔区的市级镇，但事实上是俄罗斯克里米亞共和國辛菲罗波尔区的市级镇。該鎮距离辛菲罗波尔22公里，始建於1873年，海拔高度146米，2021年人口数量为12,209人。
该地于克里米亚森林草原山麓，薩爾吉爾河上。有公共汽车和铁路连接。奥斯特里亚科夫铁路枢纽位于该村。

## 历史

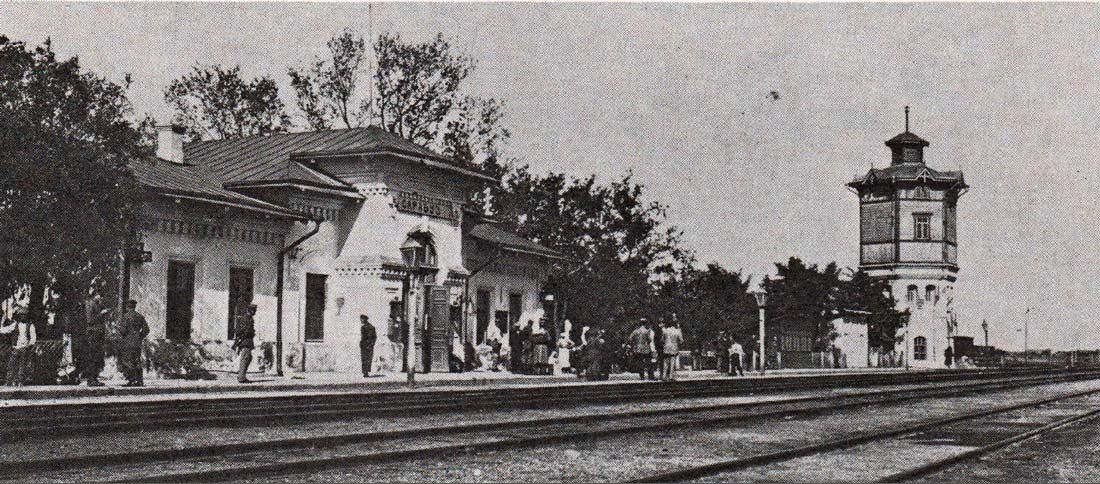
19世纪的火车站

此地曾发现青铜时代的土丘遗址和5世纪武士墓葬群，其中有出土铁剑，盔甲，装于木制箭袋中的青铜箭、金币和各种装饰品。
1945年，Spat村更名为近卫军村，1948年Novo-Sarabuz和近卫军村合并。自1957年设为市級鎮。
乌俄战争中，此地于2014年遭俄军占领。2022年8月16日，位于此地的俄军空军基地遭到了乌克兰的袭击。

## 人口
过去此地以克里米亚鞑靼人为主。俄占时期的强制流放和种族清洗政策使此地现多为俄罗斯族人。
- 1805年：176人（170名克里米亚鞑靼人，6名亚西尔人）
- 1926年：539人（213名德国人、170名俄罗斯人、65名乌克兰人、18名克里米亚鞑靼人、18名犹太人、14名希腊人、7名亚美尼亚人）（在Spat村和Sarabuz车站）
- 1939年：3,848人 (在当时的Spat、Shunuk村和Sarabuz车站）
- 1989年：14,062人
- 2001年：12,554人
- 2006年：12,600人

## 气候
气候半干旱，温暖。冬季温和。1月的平均温度为1.8°C，7月为21.6°C。年降水量360毫米。